# 吉原丈二
吉原 丈二（よしはら たけじ、1964年7月5日 - ）は日本の俳優、声優。愛知県出身。大沢事務所所属。

## 人物
名古屋市立工業高等学校卒業。青二塾卒業。
以前はオフィスマミに所属していた。
方言は名古屋弁。
特技は殺陣、日本舞踊、助六太鼓。

## 主な出演作品

### テレビドラマ
- 刑事ドラマシリーズ
  - さすらい刑事旅情編
  - はぐれ刑事純情派
  - はみだし刑事情熱系
- 古畑任三郎 S2第1話（通算第14回、1996年1月10日、フジテレビ）
- せつない

### テレビアニメ
- ドラゴンボール（1986年、兵士D）
- 北斗の拳（1986年、部下〈C〉）
- 新メイプルタウン物語 パームタウン編（1987年、運転手）
- ビックリマン（1987年 - 1988年、悪魔応援団、ナマズ小僧、ヘブン士）
- 北斗の拳2（1987年、部下）

### OVA
- 銀河英雄伝説（貴族）
- BE-BOP-HIGHSCHOOL（天保工業不良F）
- 変幻退魔夜行 カルラ舞う!〜仙台小芥子怨歌〜（男生徒A）

### ゲーム
- ヴァリスII（1989年、黒豹竜のギラン、妖狛のハイゼン）
- アザーライフ アザードリームス（1997年、ガイ）

### 特撮
- 星獣戦隊ギンガマン（1998年、コルシザーの声）
- 仮面ライダー555 第20話（2003年、冴子に殺された常務役[要出典]）

### CM
- キリンビール
- 住友林業
- 日産自動車
- 明治製菓「はんぶんこ篇」
- 富士通ゼネラル「nocria」X 『自然の心地よさ』篇
- サントリー・ボス

### 映画
- マークスの山